# Понтикола
Понтикола (Ponticola) — рід риб родини Бичкові (Gobiidae). В оригіналі був описаний як підрід роду Neogobius.

## Види
Згідно із сучасною класифікацією був описаний як окремий рід, що містить 13 видів:
- Ponticola bathybius — Бичок глибоководний
- Ponticola cephalargoides — Бичок Пінчука
- Ponticola constructor — Бичок кавказький
- Ponticola cyrius — Бичок закавказький
- Ponticola eurycephalus — Бичок рудий
- Ponticola gorlap — Бичок-горлап
- Ponticola kessleri — Бичок-головань
- Ponticola platyrostris — Бичок-губань
- Ponticola ratan — Бичок кам'яний
- Ponticola rizensis — Бичок різенський
- Ponticola rhodioni — Бичок річковий
- Ponticola syrman — Бичок-сурман
- Ponticola turani — Бичок Турана